# Gmina Fushë-Kuqë
Gmina Fushë-Kuqë (alb. Komuna Fushë-Kuqë) – gmina  położona w zachodniej części Albanii. Administracyjnie należy do okręgu Kurbin w obwodzie Lezha. W 2011 roku populacja gminy wynosiła 5460 w tym 2746 kobiet oraz 2714 mężczyzn, z czego Albańczycy stanowili 78,74% mieszkańców. Siedziba gminy znajduje się w Fushë-Bulqiza.
W skład gminy wchodzi pięć miejscowości: Fushë-Kuqë, Adriatik, GOrre, Gurre, Patok.